# 许孟水
许孟水（1945年5月—2019年7月），祖籍江苏南京，生于安徽无为，中华人民共和国政治人物、外交官。
1998年，接替孔明辉担任中华人民共和国驻几内亚大使。2000年，由石同宁接任，其改任中华人民共和国驻喀麦隆大使。
2019年7月，许孟水去世。